# Umbrías del río Corb
Umbrías del río Corb (en idioma catalán: Obagues del riu Corb) es un Lugar de Importancia Comunitaria situado en la provincia de Tarragona, Comunidad Autónoma de Cataluña, España, tiene una superficie de 2270,12 ha, que conforman un espacio natural que se ubica en el tramo del río Corb situado en la parte norte de la comarca Cuenca de Barberá. Tiene un microclima muy especial. 
La zona ha sido protegida por el Plan de Espacios de Interés Natural (PEIN) de la Generalidad de Cataluña por ser un enclave de vegetación submediterránea y euro-siberiana en una zona de secano y de clima continental.

## Situación
Es el espacio más occidental de la Depresión Central oriental de poniente y forma parte de los relieves que cierran la llanura de la Depresión Central occidental. Tiene un buen estado de conservación de los suelos rojos residuales, típicos de las mesetas de la Segarra.
| Municipio               | Superficie (ha) | % sobre el total del espacio |
| ----------------------- | --------------- | ---------------------------- |
| Savalla del Condado     | 703,97          | 31,01                        |
| Conesa                  | 561,82          | 24,75                        |
| Vallfogona de Riucorb   | 521,85          | 22,99                        |
| Llorach                 | 252,29          | 11,11                        |
| Pasanant                | 195,21          | 8,6                          |
| Santa Coloma de Queralt | 34,96           | 1,54                         |
| Forès                   | 0,03            | 0,001                        |

## Biodiversidad
El terreno está ocupado principalmente por bosques (54,31%), aunque también tienen importancia las tierras agrícolas y áreas antrópicas (37,63%). Hay cierta presencia de zonas con vegetación arbustiva y herbácea (7,55%) y algunas ciénagas y humedales (0,52%).

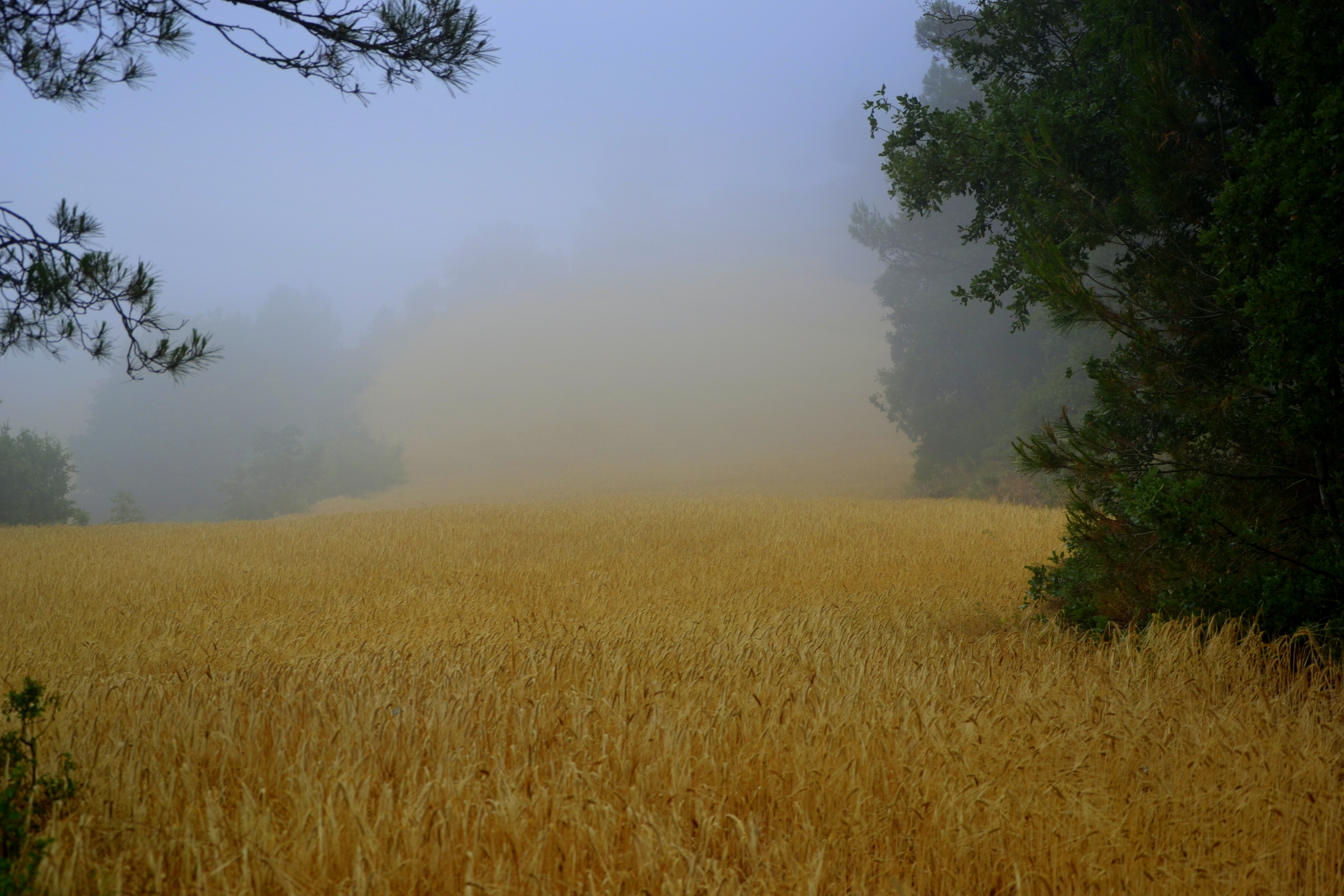
Zona de Vallfogona de Riucorb
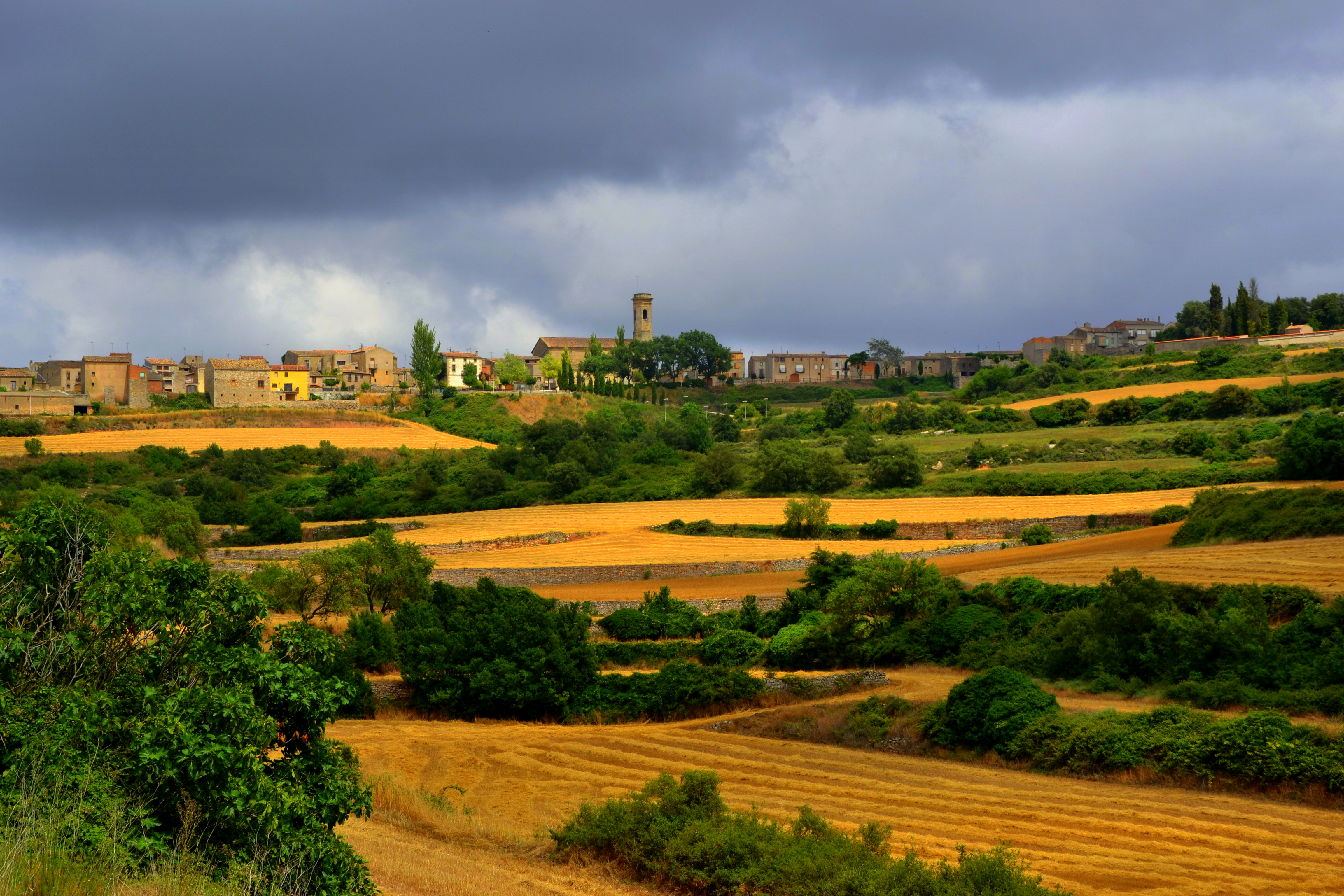
Zona de Pasanant
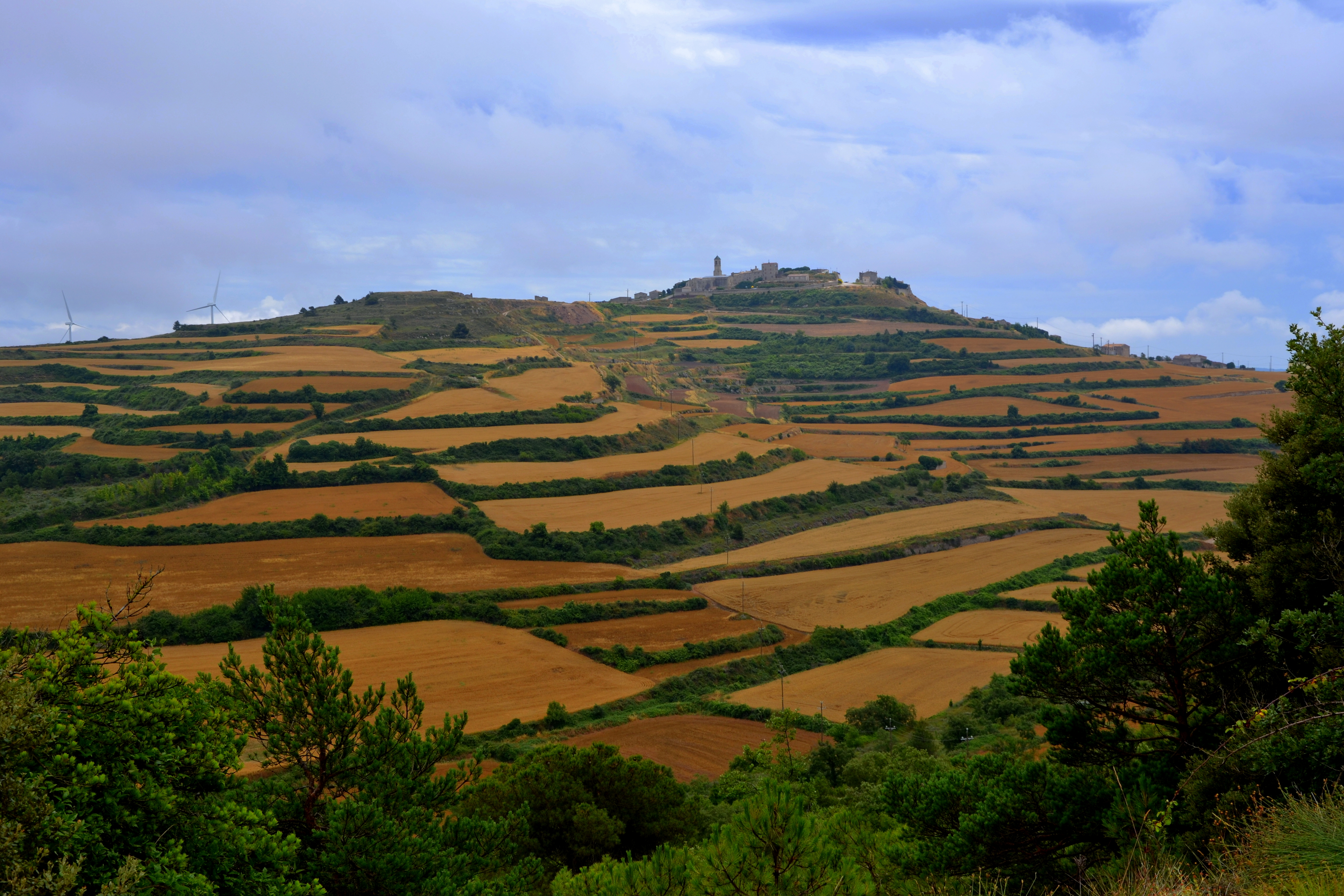
Zona de Forés
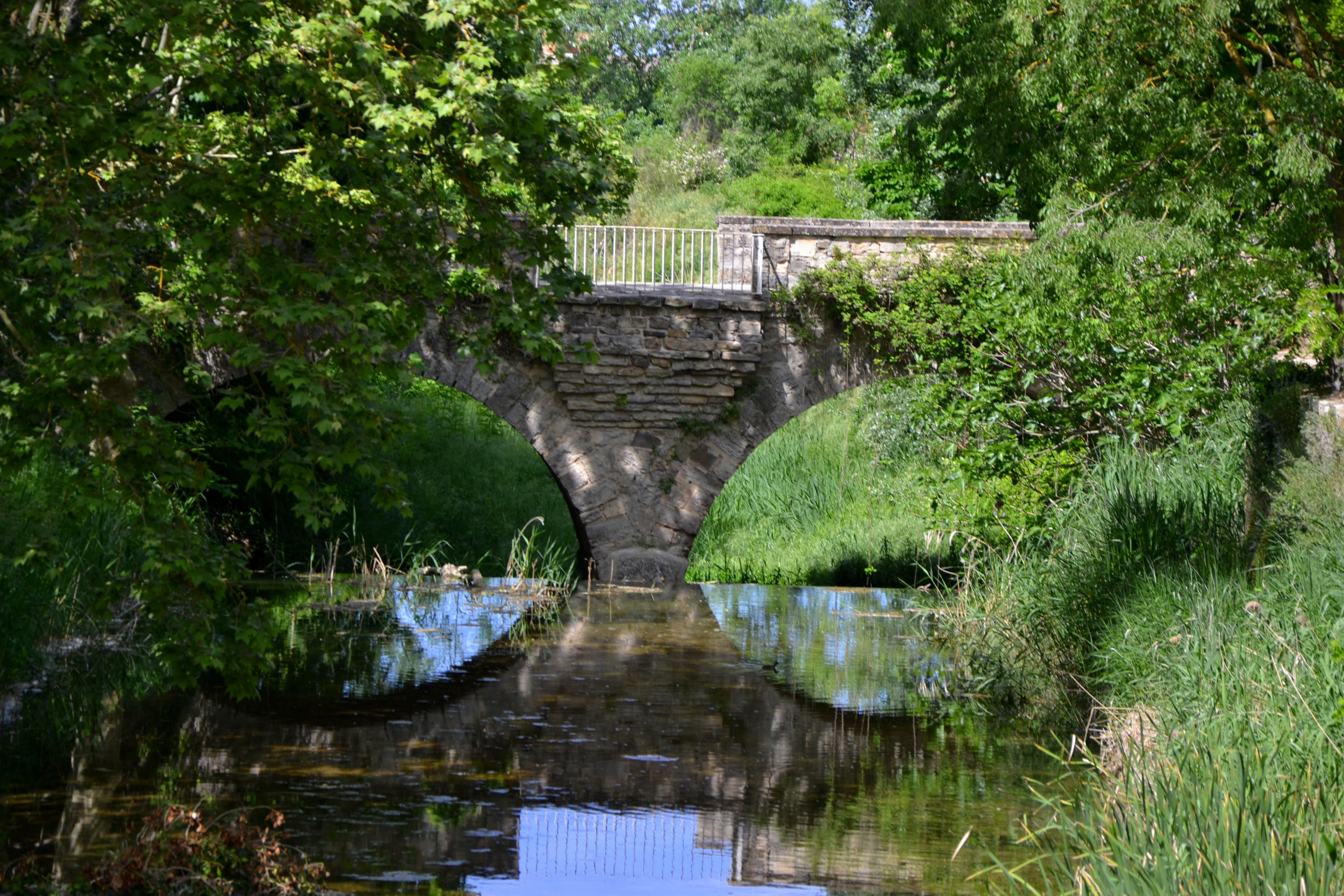
Puente sobre el río Corb

## Flora
El interés de las umbrías del río Corb radica en el hecho de presentar una de las irradiaciones más extremas y meridionales de los robledales submediterráneos que penetran en este territorio a través de la Meseta de la Segarra.
El espacio acoge algunos elementos propios del robledal seco en un país de carracas, con pinares y matorrales calcícolas de romero y brezo. En las umbrías húmedas encuentran refugio algunos recortes del robledal de quejigo ( Quercus faginea ), en la que abunda el pino salgareño y el pino rojo.
Es una de las localidades extremas donde el roble presenta un mayor desarrollo y forma poblamientos importantes, acompañados de otras plantas submediterráneos muy raras en este territorio (como  Buxus sempervirens ,  Daphne laureola ,  Juniperus communis  y  Amelanchier ovalis ).
Estos bosques submediterráneos presentan el interés de alojar algunas especies propias de los bosques más húmedos de la Europa central, llegadas a estas tierras durante períodos más fríos del cuaternario y que, actualmente, se conservan aprovechando los rincones más sombríos y húmedos. La presencia de estas plantas de carácter eurosiberiano en un país eminentemente seco y continental constituye, por sí misma, una notable singularidad botánica.
En las áreas más marginales, en los claros del robledal, son frecuentes los prados de juncia y los matorrales calcícolas con bufalaga. Fuera de las umbrías las condiciones cambian bruscamente y toma una gran preponderancia el paisaje típico del país del carrascal. Entre las especies de interés florístico del espacio figura el Melampyrum cristatum .

## Fauna

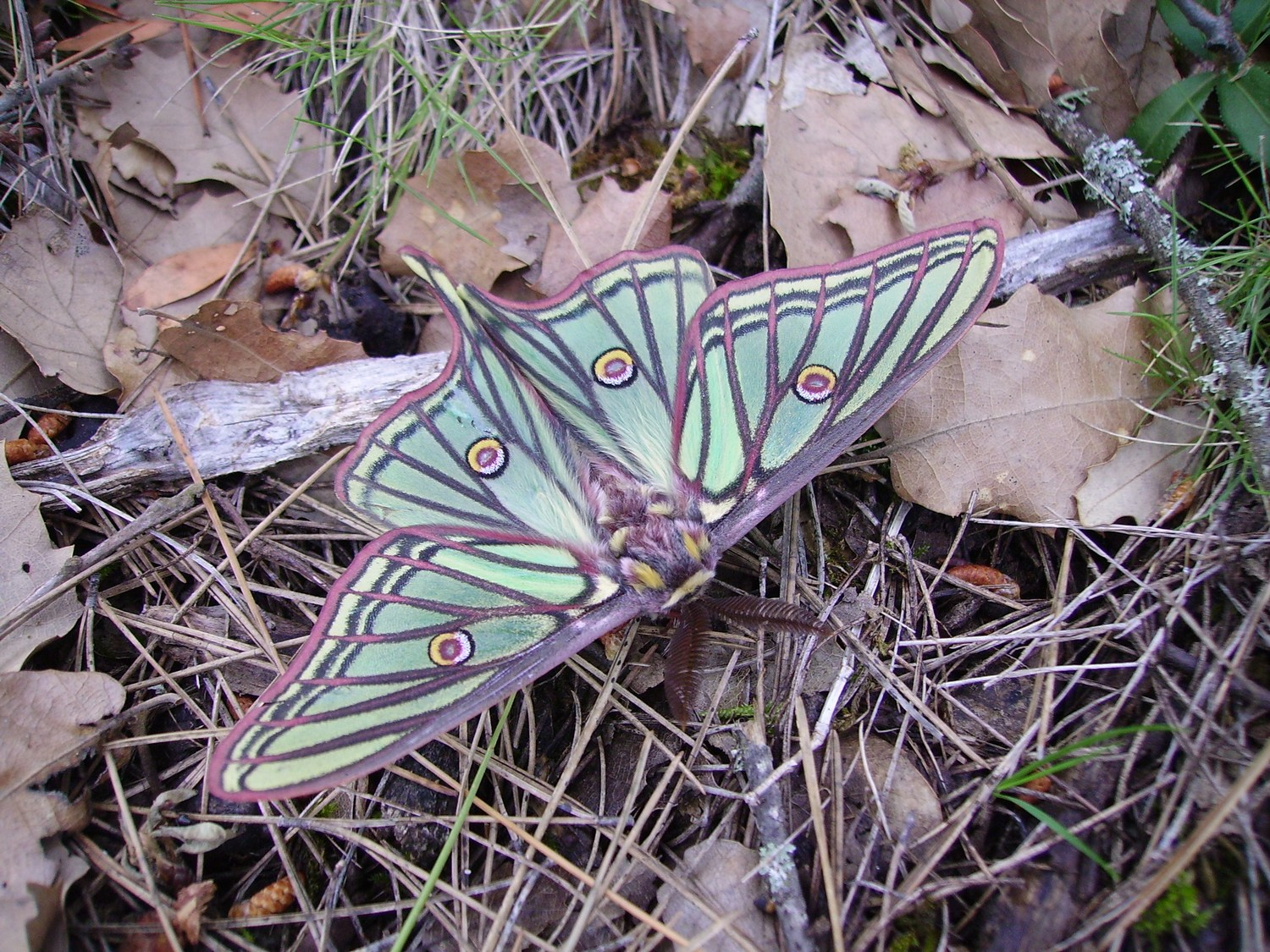
Mariposa isabelina.

En este espacio, gracias al mosaico agropecuario de matorrales, bosques y cultivos, se encuentran especies interesantes de la fauna vertebrada, como el carracas, el mochuelo común, el lagarto ocelado o el roquero solitario.
En cuanto a los invertebrados, se pueden encontrar lepidópteros de interés, tales como la mariposa isabelina o el coleóptero  Carabus olympiae , así como el cangrejo de río americano.

## Amenazas
El espacio presenta varias amenazas, entre las que podemos señalar la problemática de la contaminación causada por los purines generados por el sector porcino y el uso de herbicidas y fitosanitarios en la agricultura. Dentro del espacio, hay también un vertedero incontrolado; y cabe mencionar que, al agua de pozos en Rociana del Condado, se encuentra una concentración considerable de metales pesados.